# Stacja Narciarska Tylicz
Stacja Narciarska Tylicz (nazywana Tylicz SKI) – ośrodek narciarski położony 2 km na południowy zachód od Tylicza, 5 km na wschód od Krynicy-Zdroju, przy drodze do Powroźnika, w Beskidzie Sądeckim na północno-wschodnim zboczu góry Bradowiec (770 m n.p.m). Ośrodek znajduje się w otulinie Popradzkiego Parku Krajobrazowego.

## Wyciągi
W skład kompleksu wchodzą:

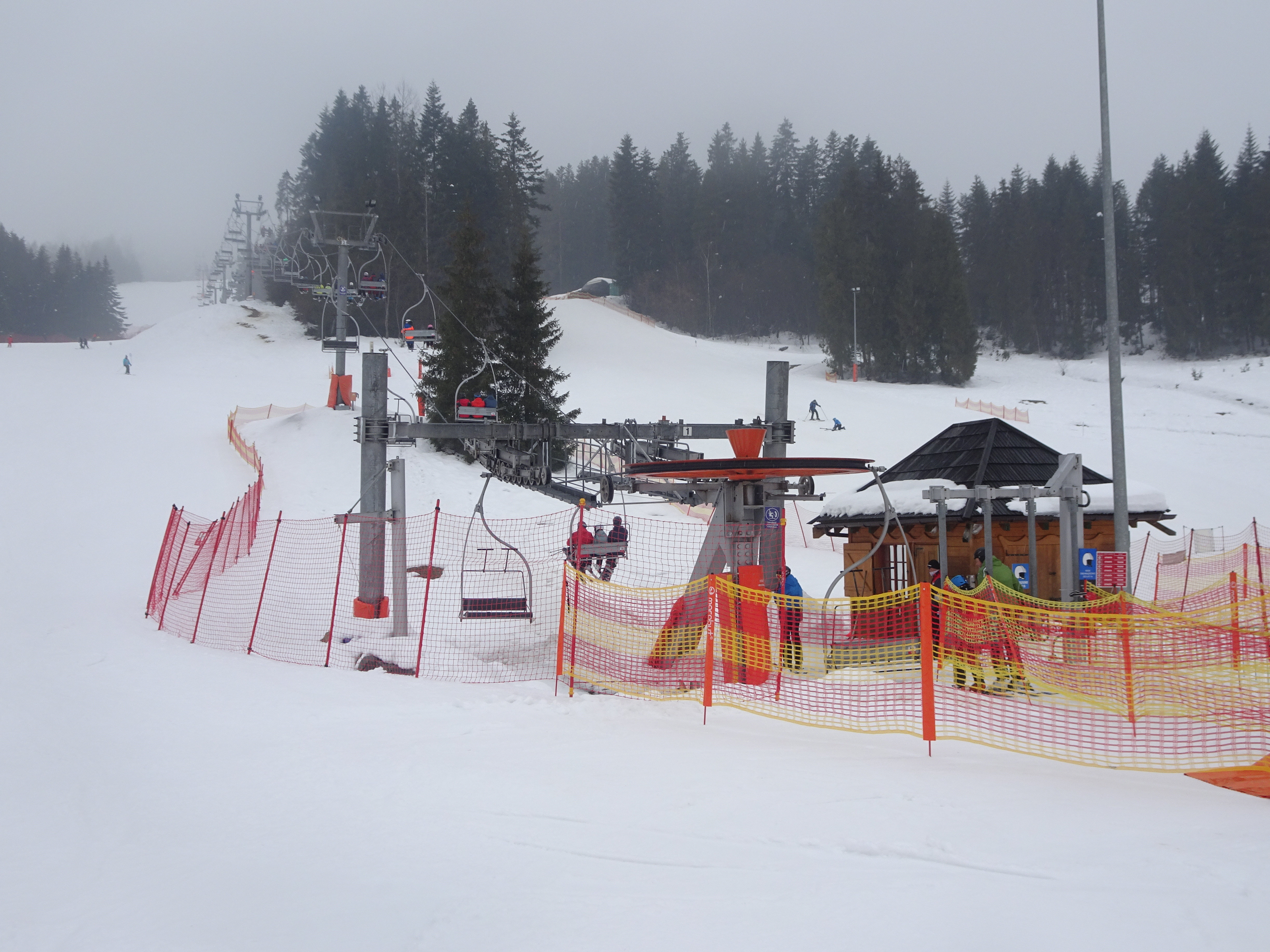
Wyciąg krzesełkowy nr 1

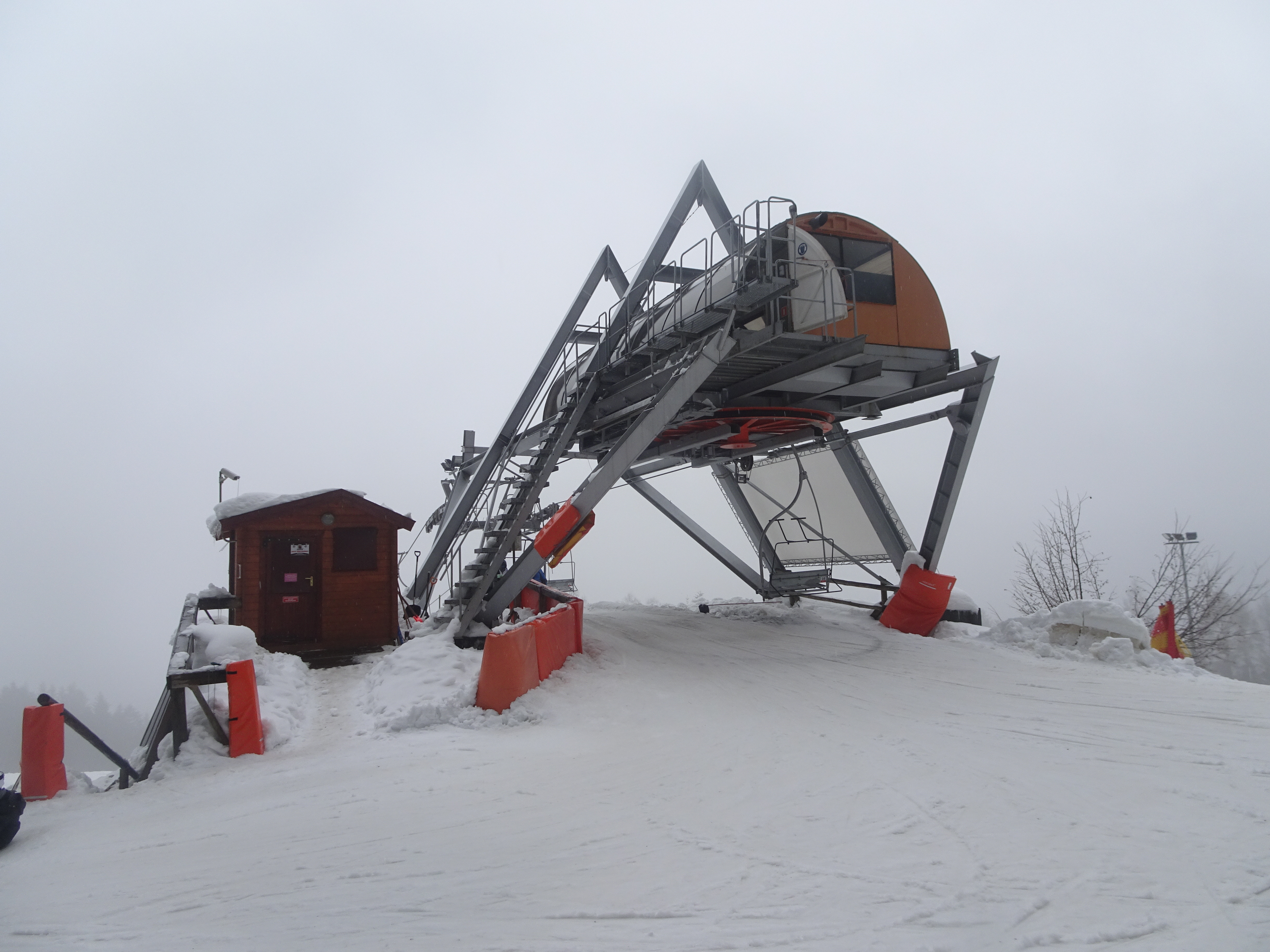
Górna stacja wyciągu krzesełkowego nr 1

- (1) 3-osobowy wyciąg krzesełkowy firmy Poma o długości 750 m i przepustowości 1500 osób na godzinę i przewyższeniu – 150 m
- (2) 4-osobowy wyciąg krzesełkowy firmy Tatralift o długości 400 m i przepustowości 2400 osób na godzinę i przewyższeniu – 80 m
- (2') 1-osobowy wyciąg orczykowy o długości 400 m i przepustowości 600 osób na godzinę i przewyższeniu 80 m
- (3) 1-osobowy wyciąg orczykowy o długości 200 m i przepustowości 600 osób na godzinę i przewyższeniu 30 m
- (4) wyciąg taśmowy SunKid o długości 100 m, przewyższeniu 10 m i przepustowości 600 osób na godzinę.

## Trasy
| Nazwa trasy | Trudność           | Start                                                                          | Start                 | Meta                                                                           | Meta                  | Dłu- gość (m) | Prze- wyż- sze- nie (m) | Na- chy- le- nie (%) | Oś- wie- tle- nie | Sztucz- ne naśnie- żanie |
| Nazwa trasy | Trudność           | nazwa                                                                          | wyso- kość (m n.p.m.) | nazwa                                                                          | wyso- kość (m n.p.m.) | Dłu- gość (m) | Prze- wyż- sze- nie (m) | Na- chy- le- nie (%) | Oś- wie- tle- nie | Sztucz- ne naśnie- żanie |
| ----------- | ------------------ | ------------------------------------------------------------------------------ | --------------------- | ------------------------------------------------------------------------------ | --------------------- | ------------- | ----------------------- | -------------------- | ----------------- | ------------------------ |
| 1           | niebiesko-czerwona | górna stacja wyciągu krzesełkowego nr 1                                        | ok. 740               | dolna stacja wyciągu krzesełkowego nr 1                                        | 590                   | 900           | 150                     | 17                   | tak               | tak                      |
| 2           | niebieska          | górna stacja wyciągu krzesełkowego nr 2 górna stacja wyciągu orczykowego nr 2' | ok. 670               | dolna stacja wyciągu krzesełkowego nr 2 dolna stacja wyciągu orczykowego nr 2' | ok. 590               | 500           | 80                      | 16                   | tak               | tak                      |
| 2a          | niebieska          | górna stacja wyciągu krzesełkowego nr 2 górna stacja wyciągu orczykowego nr 2' | ok. 670               | dolna stacja wyciągu krzesełkowego nr 2 dolna stacja wyciągu orczykowego nr 2' | ok. 590               | 400           | 80                      | 20                   | nie               | tak                      |
| 2b          | niebieska          | górna stacja wyciągu krzesełkowego nr 2 górna stacja wyciągu orczykowego nr 2' | ok. 670               | dolna stacja wyciągu krzesełkowego nr 2 dolna stacja wyciągu orczykowego nr 2' | ok. 590               | 600           | 80                      | 13                   | nie               | tak                      |
| 3           | niebieska          | górna stacja wyciągu orczykowego 3                                             | ok. 620               | dolna stacja wyciągu orczykowego 3                                             | ok. 590               | 200           | 30                      | 15                   | nie               | tak                      |
| 4           | zielona            | górna stacja wyciągu taśmowego nr 4                                            | ok. 600               | dolna stacja wyciągu taśmowego nr 4                                            | ok. 590               | 100           | 10                      | 10                   | tak               | tak                      |
| 5           | niebiesko-czerwona | górna stacja wyciągu krzesełkowego nr 1                                        | ok. 740               | dolna stacja wyciągu krzesełkowego nr 1                                        | ok. 590               | 1200          | 150                     | 13                   | nie               | tak                      |
| 6           | niebieska          | górna stacja wyciągu krzesełkowego nr 1                                        | ok. 740               | dolna stacja wyciągu krzesełkowego n 1                                         | ok. 590               | 1200          | 150                     | 13                   | część             | tak                      |
| 7           | niebieska          | górna stacja wyciągu krzesełkowego nr 1                                        | ok. 740               | dolna stacja wyciągu krzesełkowego nr 1                                        | ok. 590               | 1000          | 150                     | 15                   | tak               | tak                      |

W ofercie znajduje się około 6000 m tras zjazdowych o różnym stopniu trudności. Trasy są sztucznie naśnieżane, ratrakowane i oświetlone.
Stacja jest członkiem Stowarzyszenia Polskie stacje narciarskie i turystyczne.

## Pozostała infrastruktura
Przy dolnej stacji wyciągu krzesełkowego nr 1 znajdują się:
- szkoła narciarska „Pomarańcza”
- 2 serwisy i wypożyczalnie sprzętu narciarskiego
- 2 punkty gastronomiczne – „Grillowisko” oraz „Bistro Sztruks”
- bezpłatne parkingi na 800 samochodów.

Przy dolnej stacji wyciągu krzesełkowego nr 2 znajdują się:
- szkoła narciarska „Pomarańcza”
- serwis i wypożyczalnia sprzętu narciarskiego
- punkt gastronomiczny – „Gościniec”
- bezpłatne parkingi na 350 samochodów.

## Operator
Operatorem kompleksu jest spółka Stacja Narciarska Tylicz Sp. z o.o. z siedzibą w Tyliczu przy ul. Bocznej 4.

## Historia
Spółka została zarejestrowana w KRS w lutym 2010 roku. W sezonie 2011/2012 uruchomiono nowy wyciąg krzesełkowy, który zastąpił wcześniej działający w tym miejscu wyciąg orczykowy. W poprzednich sezonach stacja ta była znana jako „Top-Ski – Bradowiec” lub „Top-Ski – Tylicz”.

## Inne ośrodki w okolicach Tylicza
W najbliższej okolicy znajduje się kilka innych ośrodków narciarskich, w szczególności:
- Centrum Narciarskie Master-Ski w Tyliczu
- Góra Szwarcowa z 3 wyciągami orczykowymi
- wyciąg talerzykowy Eljar.